# Telmatherina celebensis
Telmatherina celebensis là một loài cá thuộc họ Telmatherinidae. Nó là loài đặc hữu của Indonesia.